# Ulrik Luft
Ulrik Luft (død 6. december 1684) var en dansk landsdommer
Han var måske født i Roskilde, fra hvis skole han 1654 sendtes til universitetet (under navnet Uldaricus Johannis). For øvrigt vides intet om ham, før han 1669 beskikkedes til præceptor (dvs. en lærer eller hofmester) for Frederik III's døtre. 1673 udnævntes han til landsdommer på Langeland, søgte senere forgæves borgmesterembeder og endte som en slags hofnar hos Christian V, der ved et 1684, dog vel i spøg, udstedt patent ophøjede ham til "markgreve af Louth, friherre af Sternberg og herre af Luftendal". Luft døde 6. december samme år og efterlod sig en enke, Kirsten Tidemandsdatter Dalby, der forud havde været gift med den 1667 afdøde dr. med. Ahasverus Payngk. Hun døde snart efter Luft, 15. januar 1685. 
En auktion over Lufts efterladte bogsamling blev afholdt 6. maj 1686.